# James W. Plummer

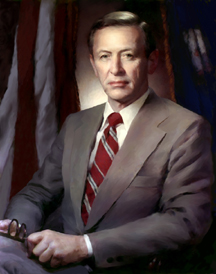
James W. Plummer

James W. Plummer (* 29. Januar 1920 in Idaho Springs, Colorado; † 16. Januar 2013 in Medford, Oregon) war ein US-amerikanischer Ingenieur und Regierungsbeamter. Er war am Corona-Projekt von Spionagesatelliten beteiligt als Programm-Manager des Projekts bei Lockheed und fungierte von 1973 bis 1976 als fünfter Direktor des National Reconnaissance Office der USA.
Als Projektleiter für Corona war er nicht nur der für das Gesamtsystem zuständige System-Manager, sondern hatte auch umfassende Befugnisse bei den übrigen beteiligten Firmen (wie Itek für die Kamera, Eastman Kodak für den Film, General Electric für die Kapsel, mit der die Filme wieder auf die Erde gelangten). Er war auch zeitweise Vizepräsident von Lockheed.
1973 wurde Plummer von Präsident Richard Nixon sowohl zum Leiter des National Reconnaissance Office als auch zum Unterstaatssekretär (Under Secretary) im United States Department of the Air Force, dem Luftwaffenamt im US-Verteidigungsministerium, ernannt. Zwischen dem 24. November 1975 und dem 1. Januar 1976 fungierte er als Leiter dieser Behörde.
2005 erhielt er für seine Beteiligung an Corona mit Minoru S. Araki, Francis J. Madden, Edward A. Miller und Don H. Schoessler den Charles-Stark-Draper-Preis. 1995 wurde er von der CIA als Corona-Pionier ausgezeichnet und 1989 als Space and Missile Pioneer durch die US Air Force. Er war Fellow der National Academy of Engineering und des American Institute of Aeronautics and Astronautics.